# Kajai (Talamau)
Kajai is een bestuurslaag in het regentschap West-Pasaman van de provincie West-Sumatra, Indonesië. Kajai telt 11.119 inwoners (volkstelling 2010).